# پارک ملی کورین‌راهکا
پارک ملی کورین‌راهکا (فنلاندی: Kurjenrahkan kansallispuisto, سوئدی: Kurjenrahka nationalpark) یک پارک ملی در جنوب غرب فنلاند است که در سال ۱۹۹۸ تأسیس شد و ۲۹ کیلومتر مربع (۱۱ مایل مربع) مساحت دارد. این منطقه عمدتاً ازخلاش تشکیل شده‌است، اما شامل جنگل‌های اولیه نیز می‌شود که برخی از آنها بیش از ۱۵۰ سال است که مدیریت نشده‌اند. وشق اوراسیایی ساکن دائمی کورین‌راهکا است، اما خرس قهوه‌ای و گرگ خاکستری نیز در مناطق داخل یا نزدیک پارک زندگی می‌کنند. مسیرهای مشخص شده در منطقه عمومی به بیش از ۳۰۰ کیلومتر مسیر می‌رسد

در قرون وسطی، جنگل‌ها به‌طور مشترک متعلق به مردمان محلی بود. در اوایل دهه ۱۸۰۰ دو خاندان آنها را خریدند، اما از نظر مالی شرایط سختی داشتند و مجبور شدند تا قبل از پایان قرن نوزدهم آنها را به دولت بفروشند. آنها قبل از فروش، تمام مناطق را با دسترسی آسان ثبت کردند، اما برخی از جزایر در وسط منجلاب‌ها ثبت نشده بود.